# Mario Glaser

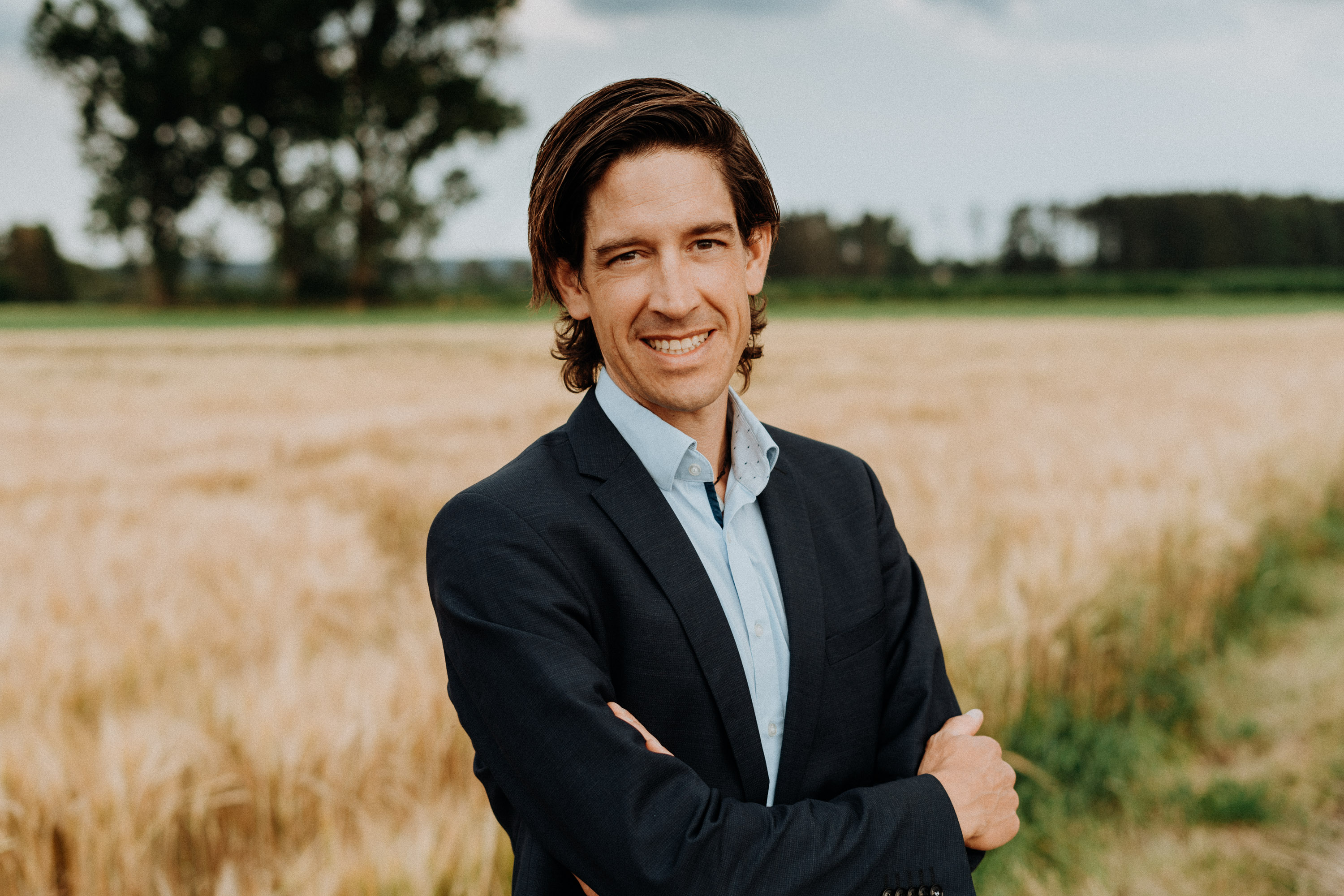
Mario Glaser

Mario Glaser (* 15. August 1978 in Freudenstadt) ist ein deutscher parteiloser Kommunalpolitiker. Er ist seit 2022 Landrat des Landkreises Biberach. Von 2013 bis 2022 war er Bürgermeister von Schemmerhofen.

## Leben
Glaser legte 1998 das Abitur an der Eduard-Spranger-Schule in Freudenstadt ab. Von 1998 bis 1999 leistete er Zivildienst in der Alten- und Krankenpflege. Von 1999 bis 2006 studierte er Rechtswissenschaft an der Universität Konstanz und der Universität Stockholm. 2006 legte er das erste juristische Staatsexamen ab. Von 2006 bis 2007 absolvierte er das Rechtsreferendariat am Amtsgericht Überlingen, am Verwaltungsgericht Sigmaringen und beim Generalsekretariat des Deutschen Rotes Kreuzes in Berlin. 2007 folgte das zweite juristische Staatsexamen. Von 2007 bis 2008 war er Rechtsanwalt in einer Kanzlei in Freudenstadt. Von 2008 bis 2013 war er in der Innenverwaltung des Landes Baden-Württemberg und an das Landratsamt Biberach abgeordnet. Im Landratsamt Biberach leitete er von 2008 bis 2010 das Kreisbauamt und die untere Naturschutzbehörde sowie von 2010 bis 2013 das Kommunal- und Prüfungsamt. Von 2011 bis 2013 war er zugleich als Oberregierungsrat Leiter des Dezernats „Gemeinden, Prüfung, Recht, Verwaltung und Europa“. Von 2013 bis 2022 war er Bürgermeister von Schemmerhofen.
Glaser ist verheiratet und hat vier Kinder.

## Politik
Glaser wurde am 14. Oktober 2012 mit 66,4 Prozent der Stimmen zum Bürgermeister von Schemmerhofen gewählt und trat das Amt am 15. Januar 2013 an. Bei der Bürgermeisterwahl am 18. Oktober 2020 wurde er mit 98,5 Prozent der Stimmen in seinem Amt bestätigt. Zudem war er von 2014 bis zu seiner Wahl zum Landrat 2022 Mitglied des Kreistags des Landkreises Biberach und dort Vorsitzender der Fraktion der Freien Wähler.
Am 26. Juli 2022 wurde Glaser mit 47 von 52 Stimmen (bei fünf Enthaltungen) vom Kreistag zum Landrat des Landkreises Biberach gewählt. Er folgte Heiko Schmid nach und trat das Amt am 17. Oktober 2022 an.